# 76 Dywizja Piechoty (III Rzesza)
76 Dywizja Piechoty (niem. 76. Infanterie-Division) – związek taktyczny piechoty Wehrmachtu.
Dywizja została sformowana na mocy rozkazu z 26 sierpnia 1939, w 2. fali mobilizacyjnej przez Infanterie – Kommandeur 23 w Brandenburgu w III Okręgu Wojskowym.

## Dowódcy dywizji
- gen. por. Maximilian de Angelis 26 VIII 1939 – 26 I 1943;
- gen. por. Carl Rodenburg 26 I 1943 – 31 I 1943;
- gen. Erich Abraham 1 IV 1943 – VII 1944;
- gen. por. Otto-Hermann Brücker VII 1944 – 4 IX 1944;
- gen. por. Siegfried von Rekowski 17 X 1944 – 8 II 1945;
- płk Wilhelm – Moritz Freiherr von Bissing 8 II 1945 – 14 II 1945;
- gen. mjr Erhard – Heinrich Berner 14 II 1945 – 8 V 1945;

## Struktura organizacyjna
Skład w sierpniu 1939
- Dowództwo 76 Dywizji Piechoty
- 178  pułk piechoty
- 203  pułk piechoty
- 230  pułk piechoty
- 176  pułk artylerii
- 176  batalion pionierów
- 176  oddział rozpoznawczy
- 176  oddział przeciwpancerny
- 176  oddział łączności
- 176  polowy batalion zapasowy

Skład w styczniu 1944
- 178  pułk grenadierów
- 203  pułk grenadierów
- 230  pułk fizylierów
- 176  pułk artylerii
- 176  batalion pionierów
- 76  dywizyjny batalion fizylierów
- 176  oddział przeciwpancerny
- 176  oddział łączności
- 176  polowy batalion zapasowy